# T-6 텍산 II
T-6 텍산 II는 레이시온에서 제작한 단발엔진 터보프롭 비행기이다. 현재는 호커 비치크래프트에서 제작한다. 미국 공군의 초등훈련기이다. 미국 공군의 T-37 트윗, 미국 해군의 T-34C Turbo Mentor 초등훈련기를 대체했다. 캐나다, 독일, 그리스에서도 초등훈련기로 사용하고 있다. 스위스의 필라투스 PC-9 비행기를 미국에서 개조한 것이다.

## 사용국가
- 캐나다
- 독일
- 그리스
- 미국
- 멕시코

## 제원 (T-6A)
일반 특성
- 승무원: 2, tandem seating
- 길이: 33 ft 4 in (10.2 m)
- 날개폭: 33 ft 5 in (10.2 m)
- 높이: 10 ft 8 in (3.3 m)
- 공허중량: 4,900 lb (2,087 kg)
- 탑재중량: 6,550 lb (2,971 kg)
- 최대이륙중량: 6,500 lb (2,958 kg)
- 엔진: 1× Pratt & Whitney Canada PT6A-68 터보프롭, 1,100 마력 (820 kW)

성능
- 최대속도: 316 노트 IAS (Mach 0.67 at high altitude, 585 km/h)
- 항속거리: 850 해리 (1,575 km)
- 상승한도: 31,000 ft (9,448 m)
- 상승률: 4,500 ft/min (1,372 m/min)

## 같이 보기
- 쇼트 투카노
- 엠브라에르 EMB 314 슈퍼 투카노
- KT-1
- 필라투스 PC-7
- 필라투스 PC-9
- PZL-130 Orlik
- 엠브라에르 EMB 312 투카노